# Ciudad Libre de Fráncfort
La Ciudad Libre de Fráncfort (en alemán: Freie Stadt Frankfurt) fue una ciudad dentro del Sacro Imperio Romano Germánico (entre 1312 y 1806) y posteriormente una de las cuatro Ciudades-Estado de la Confederación germánica (entre 1815 y 1866). Era sede del Bundestag y un centro financiero de ámbito europeo. En el Frankfurter Wachensturm (un fallido intento revolucionario) en 1833, intentaron unos insurgentes poner en marcha una revolución alemana. En 1848 y 1849 se convocó en la Paulskirche el Parlamento de Fráncfort.
Fráncfort fue una ciudad importante del Sacro Imperio, siendo la sede de las elecciones imperiales desde 885 y la ciudad de las coronaciones imperiales desde 1562 (anteriormente en la Ciudad Imperial Libre de Aquisgrán) hasta 1792. Fráncfort fue declarada Ciudad Libre Imperial (Reichsstadt) en 1372, haciendo de la ciudad una entidad de inmediatez imperial, es decir, inmediatamente subordinada al Sacro Emperador Romano y no a un gobernante regional o un noble local.
Debido a su importancia imperial, Fráncfort sobrevivió a la mediatización en 1803. Tras el colapso del Sacro Imperio Romano en 1806, Fráncfort cayó ante el gobierno de Napoleón Bonaparte, quien le otorgó la ciudad a Karl Theodor Anton Maria von Dalberg. Durante este periodo la ciudad se hizo conocida como el Gran Ducado de Fráncfort. El clero católico Dalberg emancipa a los católicos que viven con el límite de la ciudad. En 1810, Dalberg fusionó Fráncfort con el Principado de Aschaffenburg, el condado de Wetzlar, Fulda y Hanau para formar el Gran Ducado de Fráncfort. Después de la derrota de Napoleón y el colapso de la Confederación del Rin, Fráncfort regresó a su constitución pre-napoleónica a través del Congreso de Viena de 1815 y se convirtió en una ciudad-estado soberana y miembro de la Confederación Alemana.
Durante el período de la Confederación Alemana, Fráncfort continuó siendo una ciudad importante. El organismo rector de la confederación, el Bundestag (oficialmente llamado Bundesversammlung, Asamblea Federal) se encontraba en el palacio de Thurn und Taxis en el centro de la ciudad de Fráncfort. Durante las revoluciones de 1848, el Parlamento de Fráncfort se formó en un intento de unir a los estados alemanes de manera democrática. Fue aquí donde el rey prusiano, Federico Guillermo IV rechazó la oferta de la corona de la "Pequeña Alemania".
En 1866, el Reino de Prusia entró en guerra con el Imperio austríaco por Schleswig-Holstein, causando la guerra austro-prusiana. Fráncfort, que permaneció fiel a la Confederación Alemana, no se unió a Prusia. Después de la victoria de Prusia, Fráncfort fue anexionada por esta, convirtiéndose en parte de la recién formada provincia de Hesse-Nassau.
En la guerra austro-prusiana, el día 16 de julio de 1866 fue ocupada por tropas prusianas. El 3 de octubre de 1866 fue anexionada al reino de Prusia y la Ciudad Libre de Fráncfort fue incluida en la provincia de Hesse-Nassau.

## Historia

### Desarrollo de la ciudad
Junto a la calle principal Zeil, en el Roßmarkt, a lo largo del anillo de la ciudad y a orillas del río Main, la rica población de la ciudad tenía amplias casas erigidas por arquitectos como Salins de Montfort y Friedrich Rumpf. También dotaron a varias sociedades científicas, por ejemplo, Polytechnische Gesellschaft y Physikalischen Verein. En 1819, Heinrich Friedrich Karl vom Stein fundó la Gesellschaft für ältere deutsche Geschichtskunde (Monumenta Germaniae Historica). En 1825, el arquitecto municipal Johann Friedrich Christian Hess construyó la biblioteca representativa de la ciudad. Al mismo tiempo, la nueva construcción del Senckenbergische Naturforschende Gesellschaft se desarrolló en el Eschenheimer Turm. Aquí es donde Eduard Rüppell comenzó sus extensas expediciones de investigación a África. La Städelschule, que se inauguró en 1829, atrajo a artistas de renombre de toda Europa, entre otros Bertel Thorvaldsen, Philipp Veit, Eduard von Steinle y Moritz von Schwind. Las fundaciones y clubes cívicos también fomentaron la vida cultural de la ciudad, por ejemplo, el Frankfurter Kunstverein, el Museumsgesellschaft, el Cäcilienverein y el Städtische Theater.
En 1828, el jardinero de la ciudad, Sebastián Rinz, reservó terrenos para un nuevo cementerio principal y un nuevo cementerio judío, a unos 15 minutos de las antiguas murallas de la ciudad. Los antiguos cementerios, que datan de la Edad Media, el Peterskirchhof y el antiguo cementerio judío estaban cerrados. También en 1828, la empresa Knoblauch & Schiele, la primera fábrica de gas, comenzó a suministrar gas a hogares privados.
En 1830, la ciudad arregló el mantenimiento de las iglesias propiedad de la ciudad, los salarios del sacerdote y el sistema escolar clerical en dos contratos patrimoniales. Muchas de las iglesias más antiguas y más pequeñas, especialmente los antiguos monasterios, que habían sido secularizados en 1803 se descompusieron o se utilizaron con fines profanos. Pero, por otro lado, la nueva construcción de la Paulskirche, que había estado en ruinas desde 1789, finalmente se completó.
El área urbana de la ciudad solo creció lentamente más allá del área de las murallas, que se construyeron en el área de las antiguas fortificaciones de la ciudad, en primer lugar a lo largo de las antiguas carreteras rurales. Hasta 1837, las puertas de hierro forjado de la ciudad estaban cerradas al anochecer. Quien llegó tarde tuvo que pagar una tarifa, como en la Edad Media, llamada Sperrbatzen, que condujo a peleas sangrientas (Sperrbatzenkrawall) en 1830 y 1831.

### Fráncfort como un importante centro de transporte y comercio
Durante los años en que Fráncfort fue una "Ciudad Libre", la tradicional Feria de Fráncfort tuvo poca importancia. Sin embargo, Fráncfort se convirtió en uno de los principales centros de comercio y finanzas de Europa. La casa bancaria más importante de Fráncfort pertenecía a la familia Rothschild, que estableció casas bancarias y financieras en toda Europa. La única otra casa bancaria que era comparable al banco Rothschild era el banco Bethmann, de propiedad cristiana. Ambos bancos dominaron el comercio de bonos para diferentes países europeos.
Hubo varios levantamientos importantes contra los planes para desarrollar una Unión Arancelaria Prusiana porque amenazaron con socavar el papel de Fráncfort como centro de transporte y comercio. En 1828, la ciudad se unió a la asociación comercial de Alemania Central que estaba en contra de las actividades prusianas. Sin embargo, no pudieron evitar que su ciudad vecina, Hesse-Darmstadt, se uniera a la región bajo la cual se implementó el Impuesto Prusiano. Después de la fundación de la Unión Aduanera de Alemania en 1834, de la cual Nassau también se convirtió en miembro, Fráncfort fue la única ciudad que no era parte de la Unión Aduanera Prusiana, en contraste con el área circundante. En un corto período de tiempo, el comercio en Fráncfort se había reducido drásticamente. Mientras tanto, el comercio de ciudades vecinas, como Offenbach, Höchst y Bockenheim, floreció
La ubicación afortunada de la ciudad llevó al desarrollo de Fráncfort a convertirse en un centro de transporte. En 1832, Inglaterra y Fráncfort firmaron un contrato que permitía el libre comercio y el envío. Para este propósito, la bandera de la ciudad fue diseñada usando los colores tradicionales de Fráncfort: dos franjas rojas y dos blancas con el Frankfurt Eagle en la esquina superior izquierda.
Desde el principio, la ciudad tuvo un papel de liderazgo en la expansión del sistema ferroviario alemán. Todos los banqueros de Fráncfort apoyaron la iniciativa y las primeras acciones ferroviarias fueron de gran interés. Sin embargo, las negociaciones fueron lentas y la construcción inicial del ferrocarril no comenzó hasta 1839.

### Fráncfort se convierte en la capital federal
El Bundestag tuvo su sede en Palais Thurn y Taxis en Großen Eschenheimer Straße a partir del 5 de noviembre de 1816. Los estados miembros establecieron delegaciones en la ciudad. La Oficina Federal Central de Investigaciones (en alemán: Bundes-Central-Behörde für Untersuchungen), una institución central de coordinación de la policía política para los estados miembros federales, tenía su sede en Fráncfort desde la década de 1830.

### Negro-rojo-oro
Fráncfort fue uno de los principales centros del movimiento revolucionario "Vormärz" ( lit: "antes de marzo"). El periodista Ludwig Börne nació en 1786 en una calle llamada "Judengasse" ("Carril judío") en el gueto judío de Fráncfort. Ludwig Börne fue autor de escritos satíricos y más tarde se convirtió en una de las figuras prominentes del movimiento literario "Joven Alemania". Debido a que la Asamblea Federal y las autoridades de la ciudad de Fráncfort temían por su reputación, intentaron prohibir los sindicatos políticos y suprimir la circulación de publicaciones liberales. Sin embargo, no tuvieron éxito en sus intentos de hacer esto. Impulsado por la Revolución de julio de 1830, grupos opositores en la ciudad de Fráncfort ardieron con un espíritu revolucionario. Pero el paso del fervor idealista a la acción decisiva fracasó por completo. Compuesto principalmente por estudiantes y oficiales polacos en el exilio, un grupo que intenta iniciar una revolución en Alemania, llamado Frankfurter Wachensturm debido a los ataques realizados en las estaciones de policía (German Wachen), fue traicionado el 3 de abril de 1833 a la policía y fue brutalmente sofocado por el pequeño ejército de la ciudad. Sin embargo, el incidente, aunque en gran medida ineficaz, tuvo un efecto escalofriante en la élite burguesa de la ciudad porque, como resultado, 2.500 soldados austriacos y prusianos estaban estacionados en la ciudad, lo que representa un desafío directo a la soberanía de la ciudad y que, a su vez, los diplomáticos del gobierno real denigraron la Ciudad Libre como un "pozo negro liberal".
La conciencia nacional alemana creció a lo largo de la década de 1840: el escultor Ludwig Schwanthaler creó un monumento Goethe en 1844 y la ceremonia de inauguración, por ejemplo, se convirtió en un punto de encuentro para los nacionalistas al igual que una reunión de académicos de estudios alemanes en el ayuntamiento de Fráncfort, que, justo antes de esto reunión, había sido decorada con imágenes de los 52 emperadores del Sacro Imperio Romano creados por artistas como Philipp Veit, Alfred Rethel y Eduard von Steinle. Una organización paraguas de los clubes democráticos de Fráncfort, los Montagskränzchen ("Clubes de los lunes"), se había reunido desde el invierno de 1845/46.
En los primeros días de marzo de 1848, el espíritu revolucionario de Francia se extendió a Alemania. Como en todas partes, el pueblo de Fráncfort pidió los derechos de libertad de prensa y libertad de reunión, igualdad constitucional para todos los ciudadanos, amnistía para todos aquellos que habían sido encarcelados debido a actividades políticas y el derecho de todos los ciudadanos a portar armas. El 3 de marzo de 1848, el senado de la ciudad otorgó todos los derechos, excepto la plena emancipación de los judíos. Los reformistas que se habían reunido en el Montagskränzchen pidieron una reforma de la constitución de la ciudad. Todos los ciudadanos debían elegir a los miembros de una asamblea constituyente para la ciudad. Esta asamblea debía elaborar una nueva constitución para reemplazar las leyes que se habían hecho como una mera adición a la antigua constitución.
El 9 de marzo de 1848, una bandera en los colores negro, rojo y dorado fue izada por primera vez desde el techo del Palais Thurn und Taxis en Fráncfort. El 31 de marzo, el llamado "preparlamento" celebró una reunión en la Paulskirche, que había sido convertida de una iglesia a un edificio del parlamento a toda prisa. Las paredes y ventanas de la iglesia estaban decoradas con banderas en los colores negro, rojo y dorado, el púlpito estaba cubierto con una tela y el órgano estaba oculto por una gran cortina, que presentaba una pintura de Philipp Veit que representaba a Germania, sosteniendo Una bandera y una espada. La figura estaba enmarcada a ambos lados con coronas de laurel y versos patrióticos. Se instaló una mesa para el presidente donde normalmente se encontraba el altar.
El 18 de mayo de 1848, los parlamentarios de la asamblea nacional de Fráncfort, entre los primeros parlamentos alemanes con voto libre, se congregaron en la Paulskirche de manera festiva. Friedrich Siegmund Jucho, un abogado, fue elegido como representante de la ciudad libre el 28 de abril. Alguna vez fue reportero de la Asamblea Nacional y afiliado al grupo parlamentario de centro izquierda, Westendhall, y luego perteneció al llamado Erbkaiserliche, un grupo político dirigido por Heinrich von Gagern.
Con la creciente resistencia y tenacidad de los debates parlamentarios, el entusiasmo del pueblo de Fráncfort desapareció.

### El fin de la ciudad libre
Después de la ruptura de la asamblea nacional y el restablecimiento de la diplomacia del Bundestag en 1850, la oposición democrática continuó defendiendo sus demandas, a pesar de las políticas restaurativas del Senado que fueron consideradas por los jefes alemanes. Sin embargo, la constitución anticuada de la ciudad fue reformada gradualmente. En 1853, una reforma electoral autorizó a los residentes del distrito rural a votar. Al retirar a los senadores de los tribunales y las reuniones legislativas, la reforma judicial y administrativa de 1856 estableció la separación de poderes. A partir de entonces, los juicios se llevaron a cabo en audiencias públicas y verbales y se estableció un tribunal de jurado común en otro lugar.
El embajador prusiano, Otto von Bismarck, representó los intereses de Prusia en el Bundestag alemán en Fráncfort de 1851 a 1859. La liberalidad de la clase media de Fráncfort y la libertad de prensa fueron de su agrado. El 14 de abril de 1853, escribió al ministro de Manteuffel: "En cuanto al espíritu democrático y las turbulencias en la población de la ciudad y sus regiones vecinas ... Estoy seguro de que solo podremos enfrentar con éxito estas amenazas sometiendo este particular parte de Alemania a una dictadura militar, sin ninguna consideración de las normas judiciales o la preservación de estas".
Después de años de conflicto, los restos del sistema de gremios medievales finalmente desaparecieron en 1864. La libertad económica prevaleció e incluso se abolieron las últimas restricciones a los derechos de los ciudadanos judíos. En junio de 1866, justo antes de perder su condición de ciudad libre, se introdujo un sistema de votación por mayoría directa para todos los ciudadanos en el poder legislativo, en lugar del procedimiento electoral anterior que se había organizado según la profesión. Este nuevo sistema todavía suponía la ciudadanía, lo que significaba tener al menos 5000 florines. Sin embargo, esta nueva ley electoral nunca se usó antes de la anexión prusiana.
Debido a la estructura económica determinada por el comercio y la artesanía y por la falta de libertad económica, no hubo proletariado industrial en Fráncfort hasta 1866. La primera asociación de trabajadores, fundada en 1863, tenía solo 67 miembros, de los cuales 33 eran sastres.
El conflicto austro-prusiano estaba, para entonces, empujando a Alemania cada vez más hacia la guerra. Incluso el congreso convocado por Austria, el Frankfurter Fürstentag, en agosto de 1863 no pudo encontrar una solución debido al boicot prusiano. Como resultado del fracaso de la cumbre, el público de Fráncfort, que durante mucho tiempo había simpatizado con Austria, estaba completamente en contra de Prusia. La liberal Frankfurt Press también era predominantemente antiprusiana, especialmente el Frankfurt Ober-Postamts-Zeitung, fundado en 1617, el Journal de Francfort, publicado en francés, y el Handelszeitung, establecido en 1856. En la revista satírica Frankfurt Lantern, publicada por primera vez en 1860, el editor Friedrich Stoltze criticó la política de Bismarck en comentarios y caricaturas cada vez más duras. Esto llevó a Prusia a tener una orden de arresto para Stoltze.
Sin embargo, en el ámbito de la Asamblea Nacional Alemana, fundada en Fráncfort en 1859, también hubo influyentes Frankfurters que creyeron en la "misión prusiana" para establecer la unidad alemana. La voz del movimiento era el Frankfurter Journal nacional-liberal, que fue subvencionado por los prusianos. El cónsul general prusiano de Fráncfort era el muy respetado banquero Moritz von Bethmann, quien había sido uno de los anfitriones del Fürstentag. Más tarde renunció a su cargo en protesta contra la política de Bismarck.
Cuando la guerra alemana inevitablemente se cernía a principios del verano de 1866, la ciudad permaneció leal a la Confederación Germánica, según su lema "fe en la ley federal". El 14 de junio de 1866, votaron a favor de la ejecución confederada contra Prusia, aunque al mismo tiempo declararon que no participaría en la guerra civil. Aun así, la ciudad no pudo evitar los enredos de la guerra, ya que Prusia consideraba que la lealtad de la Confederación de Fráncfort era hostil. Bismarck estaba decidido a establecer violentamente la unidad alemana bajo el dominio prusiano y a expulsar a Austria de la política alemana.
El 16 de julio de 1866, la ciudad indefensa fue ocupada por tropas prusianas bajo su general Eduard Vogel von Falckenstein, quienes inmediatamente impusieron represalias estrictas sobre la ciudad. Solo un día después, el 17 de julio, se impuso a la ciudad un primer pago de 5,8 millones de florines.
Edwin von Manteuffel, quien fue designado como sucesor de Falckenstein el 20 de julio, planteó una segunda demanda de contribución de 25 millones de florines. Esta contribución tuvo que ser pagada por los 35,000 ciudadanos de la ciudad libre, entre los cuales aproximadamente 8,000 tuvieron que pagar impuestos. Numerosos ciudadanos, entre ellos todos los miembros del Senado, se impusieron con acomodaciones. Los ciudadanos tuvieron que proporcionar sus propios caballos de silla de montar para el ejército y los comerciantes y terratenientes se vieron obligados a entregar grandes provisiones, vid y cigarros al comando del ejército prusiano. La publicación estaba prohibida para todos los periódicos de Fráncfort, excepto para el diario. Los senadores Bernus, Müller y Speltz fueron tomados como rehenes en la fortaleza de Colonia, pero se les permitió regresar a Fráncfort como consecuencia de prometer su palabra de honor. Numerosos ciudadanos de Fráncfort escaparon a países extranjeros, como Friedrich Stoltze que escapó a Stuttgart y el científico natural Eduard Rüppell que escapó a Suiza. A finales de 1866, a los emigrantes se les permitió regresar de acuerdo con una amnistía general.